# 13th Child
13th Child (o The 13th Child: Legend of the Jersey Devil) es una película estadounidense del año 2002 del género terror basado en el Diablo de Jersey. Dirigida por Thomas Ashley y Steven Stockage y escrita por Michael Maryk y Cliff Robertson, la protagonizan este último, Lesley-Anne Down y Christopher Atkins.

## Reparto
| Actor              | Personaje                 |
| ------------------ | ------------------------- |
| Cliff Robertson    | Sr. Shroud                |
| Lesley-Anne Down   | Fiscal de distrito Murphy |
| Christopher Atkins | Ron                       |
| Gano Grills        | Mitch                     |
| Robert Guillaume   | Riley                     |
| Michelle Maryk     | Kathryn                   |
| John Otis          | Piney Hunter              |
| John Wesley        | Jones                     |
| Peter Jason        | Coroner                   |
| D.L. Shroder       | Cole                      |
| Jonathan C. Daly   | Anthony                   |
| Robyn Parsons      | Bobbie                    |
| Linda Kenyon       | Enfermera                 |
| Michael Maryk      | Alcalde                   |
| Robert Zappalorti  | Snakeman Jess             |
| Martin Tuchman     | Comisionado de seguros    |
| Nick Malespina     | Diablo de Jersey          |